# Louis L. Edemann
Louis „Lou“ L. Edemann (* 2. Februar 1946 in Van Nuys, Kalifornien; † 12. April 2006 in Sylmar, Kalifornien) war ein US-amerikanischer Tontechniker, der neben einem Oscar für den besten Tonschnitt auch einen British Academy Film Award (BAFTA Film Award) für den besten Ton gewann.

## Leben
Edemann begann seine Karriere als Tontechniker in der Filmwirtschaft Hollywoods 1978 bei dem Film Das große Dings bei Brinks und arbeitete bis 2001 an der Herstellung von annähernd siebzig Filmen mit.
Bei der Oscarverleihung 1989 gewann er zusammen mit Charles L. Campbell den Oscar für den besten Tonschnitt in Falsches Spiel mit Roger Rabbit (1988) von Robert Zemeckis mit Bob Hoskins, Christopher Lloyd und Joanna Cassidy in den Hauptrollen.
Zugleich gewann er mit Campbell, Robert Knudson und Tony Dawe 1989 den British Academy Film Award (BAFTA Film Award) für den besten Ton in Das Reich der Sonne (1987) von Steven Spielberg mit Christian Bale, John Malkovich und Miranda Richardson.
Zuletzt war Edemann, der als Vertreter der Berufsgruppe der Tontechniker auch Mitglied der Academy of Motion Picture Arts and Sciences war, zusammen mit Campbell, Robert Jackson, Ron Judkins, Andy Nelson, Steve Pederson und Scott Millan 1994 für einen weiteren BAFTA Film Award für den besten Ton nominiert, und zwar in Schindlers Liste (1993) von Steven Spielberg mit Liam Neeson, Ben Kingsley und Ralph Fiennes in den Hauptrollen.

## Filmografie (Auswahl)
- 1978: Das große Dings bei Brinks
- 1982: Grenzpatrouille
- 1982: E.T. – Der Außerirdische
- 1986: Feivel, der Mauswanderer (Zeichentrickfilm)
- 1989: Arielle, die Meerjungfrau (Zeichentrickfilm)
- 1991: City Slickers – Die Großstadt-Helden
- 1991: Hook
- 1993: Die drei Musketiere
- 1993: Schindlers Liste
- 1996: The Rock – Fels der Entscheidung
- 1997: Amistad
- 2001: Disneys Große Pause (Zeichentrickserie)

## Auszeichnungen
- 1989: Oscar für den besten Tonschnitt
- 1989: BAFTA Film Award für den besten Ton